# 고키차
《고키차》(일본어: ごきチャ)는 루이 다마치(るい・たまち)의 일본의 4컷 만화 작품. 바퀴벌레를 모에화한 작품이다.

## 등장인물
고키차(일본어: ごきチャ)
성우 - 노토 마미코
본작의 주인공. 인간과 친구가 되기 위해 혼슈에서 홋카이도로 이사 온 바퀴벌레.
자바(일본어: ちゃば)
성우 - 구기미야 리에
고키차의 친구. 다소 난폭한 성격이다.
아르바이트의 여자
아르바이트의 남자